# .338ラプア・マグナム
.338ラプア・マグナム弾 （英: .338 Lapua Magnum）はリムレスのボトルネック型センターファイア式ライフル実包である。8.6×70mm あるいは 8.58×70mm としても知られている。
軍の狙撃手が使用する強力な長距離用実包として1980年代に開発された。アフガニスタン紛争やイラク戦争で使用され、その結果としてこの実包は広い範囲で利用できるようになった。完成実包の径  (リム部分) は 14.93 mm (0.588 in)、全長は 93.5 mm (3.68 in) である。1,000メートル (1,090 yd) までの距離であれば高性能な軍用ボディー・アーマーを貫くことができ、最大有効射程は 1,750メートル (1,910 yd) である。銃身長、弾頭の挿入の深さ、火薬量に依存するが、16.2-グラム (250 gr) 弾頭を使用した商用装弾の銃口初速は 880–915 m/s (2,890–3,000 ft/s) であり、これは銃口エネルギーに換算すると約 6,525 J (4,813 ft⋅lbf) である。
イギリス軍の支給品である.338ラプア・マグナム弾は、全長が 91.4 mm (3.60 in)で、16.2-グラム (250 gr) ロックベース B408 VLD 弾頭を装着しており、その弾頭は長距離射撃用のL115A3ライフルから銃口初速 936 m/s (3,071 ft/s) で発射される。2009年の11月にはイギリスの狙撃手である コーポラル・オブ・ホース (CoH) の クレイグ・ハリソン が、これを使用して戦闘中に狙撃殺害最長記録 を 2,475 m (2,707 yd) に更新した。
軍事的な用途の他に、ハンターや民間の長距離射撃愛好家が使用することも多くなってきている。.338ラプア・マグナム弾はあらゆる獲物を仕留めることができるが、より大きい口径の"バックアップ"用の銃を伴わない限りは一部のデンジャラス・ゲーム（アフリカスイギュウ、カバ、シロサイ、ゾウ）に対して適しているかどうかは議論の余地がある。ゾウを殺すための口径とゾウを止めるのに信頼できる口径との間には非常に大きい差がある。ナミビアでは、 5,400 J (3,983 ft·lbf) 以上の銃口エネルギーがあれば、アフリカ5大ゲームのハンティングにおける.338ラプア・マグナム弾の使用は合法である。

## 開発経緯

### 開発初期
1983年、アメリカのリサーチ・アーマメント・インダストリーズ（RAI）は、1,000 m (1,094 yd) 地点において5層の軍用ボディー・アーマーを貫通し致命傷を与えることのできる、重量 16.2-グラム (250 gr)、径 0.338-インチ (8.6 mm) の弾頭を初速 914 m/s (3,000 ft/s) で発射する能力を持つ新しい長距離射撃用実包の開発に着手した。予備実験のあと、.416リグビー弾をネック・ダウンし0.338-インチ (8.6 mm) 弾頭を使用できるようにした薬莢（以降、ケース）が選択された。これはこの径のものが、実際のスピンが安定化したライフル弾頭（長さが約5–5.5キャリバーの弾頭）に対し、断面密度と貫徹力について最適な条件を示すためである。
.416リグビー弾は 325 MPa (47,137 psi) の圧力に対応できるように設計されたイギリスのビッグ・ゲーム用実包である。現代的な無煙火薬の代わりにコルダイトの燃焼を想定したこれら古い実包のケースの欠点のひとつは、ウェブ直前の側壁の厚さである。燃焼の間、実包のベースはボルト・フェイスに向かって前進するが保持されていない。
開発過程においては、RAI がイリノイ州ベンセンビルのブレイス・エクストリューション・ラブスLtd. (BELL) に発注し.338/416 または 8.58×71mm 実包のケースを作成、ホーナディが弾頭を作成、RAI がアメリカ海軍と契約した狙撃銃の製造を行った。しかし、RAI は BELL のケースが必要要件を満たしてないことに気づき、軍の納期が迫った RAI は他のケース製造業者を探し1984年にフィンランドのラプアに連絡をとった。その後、財政難から RAI はこの計画から抜けることとなった。.338/416 ライフル計画は、過度の圧力によるケースの断裂によって、請け負った業者がプロジェクトの目標速度である 16.2 g (250 gr) 弾頭で 914 m/s (3,000 ft/s) を達成する実包を作れなかったため、後に中止された。

### 開発最終期
現在の.308ラプア・マグナム実包は、フィンランドの装弾メーカーであるラプア (正式には1998年から Nordic Ammunition Group (Nammo) の一員であるナーモ・ラプア) とともに、フィンランドのライフルメーカーサコーとイギリスのライフルメーカーアキュラシー・インターナショナルとの共同事業として開発された。
ラプアは .338/416 実包を再設計することとした。この新しい設計においては、ケースのウェブとウェブ直後の側面を厚くすることと冶金的に強化することが重視された。現代のソリッド・ヘッドケースでは、ケースの硬さが塑性変形を受ける前の最大圧力限界を決定する主な要因となる。ラプアは、強化されたより厚いケースのウェブとウェブ直後の側壁だけでなく、ヘッドとウェブ（硬い）からマウス（柔らかい）までの硬度分布を作ることによってこの問題に立ち向かった。これにより非常に耐圧性の高いケースとなり、高い圧力を使用できるようになって元の目標速度の 15 m/s (50 ft/s) 以内まで迫った。同様にラプアは 16.2-グラム (250 gr) の.338口径  ロックベース B408 フルメタルジャケット弾も設計しており、これは.30口径のロックベース弾頭の形状をモデルとしている。その結果、1989年に.338ラプア・マグナム実包は C.I.P. (Commission Internationale Permanente pour l'Epreuve des Armes à Feu Portatives) に登録された。また、オランダ軍が調達したことによって NATO で成文化された。
.338ラプア・マグナム弾は 7.62×51mm NATO弾 のような標準的な軍用装弾と.50 BMG 実包を発射する大型の重量のあるライフルとの間のギャップを埋めるものである。また銃身の摩耗が激しく、これは訓練で年間に数千発撃つような軍の狙撃兵にとっては重要なことである。すべてのほかの同等なマグナム・ライフル実包と同様に.338ラプア・マグナム弾のリコイルは強力である。適切な銃床と有効なマズルブレーキの使用によって、リコイルが誘発する問題を減らすことができ、正確な射撃を行えなくなる前に射手はより多くの装弾を撃つことができる。良質の工場装弾、複数の弾頭重量、工場製の特殊利用装弾のすべてが利用可能である。
民間における人気の高まりによって、.338ラプア・マグナム弾用に設計された高品質のタクティカルな競技用（セミ）カスタムボルト式ライフル銃が複数販売されてきている。これらの（セミ）カスタムのボルト・アクション銃では他の上質なライフルと照準用の部品を使用してスポーティングあるいは射撃用ライフルを組み立てる。

### 法執行機関と軍事組織での利用

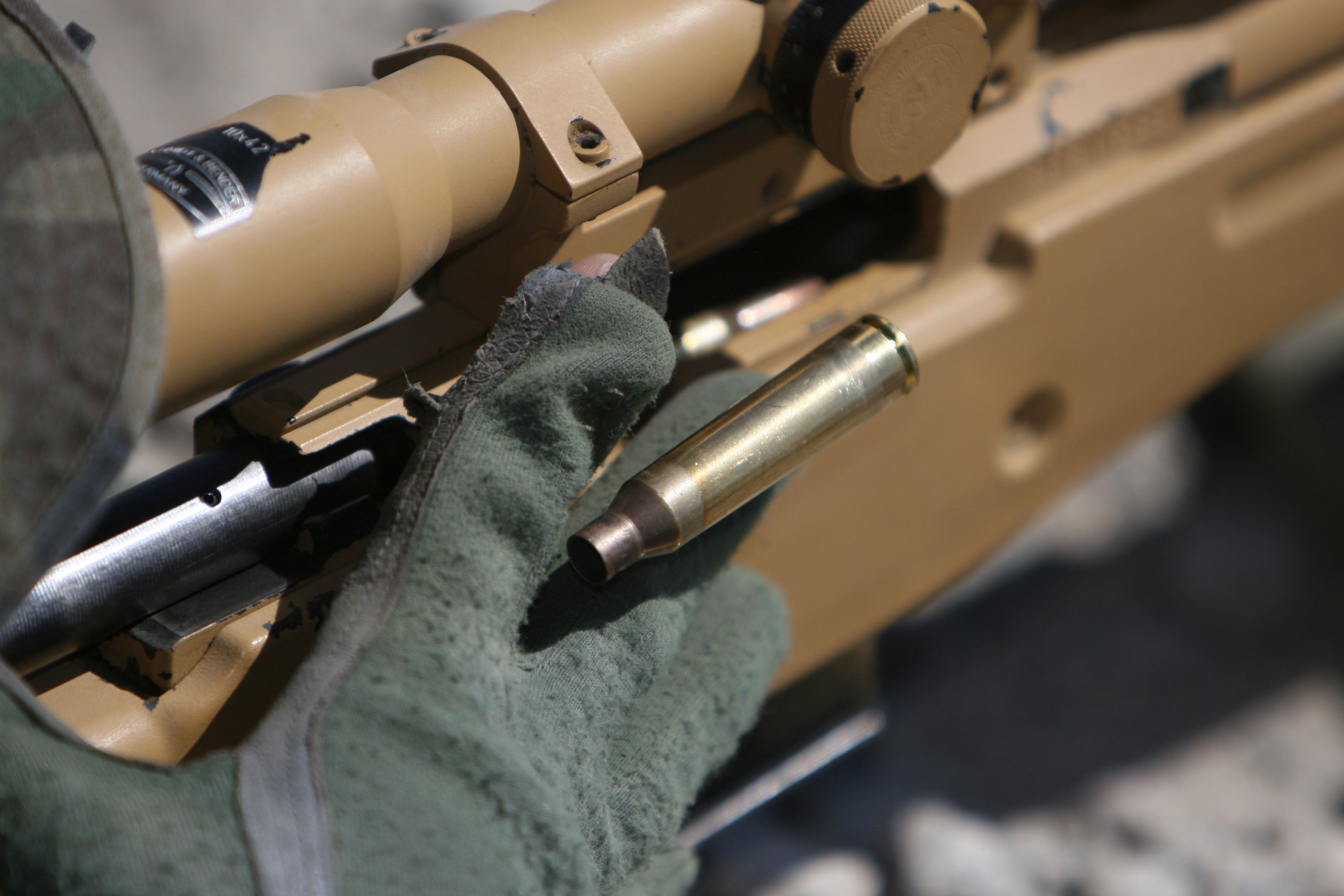
王立オランダ海兵隊がアキュラシー・インターナショナルの.338ラプア・マグナム口径狙撃銃から薬きょうを排きょうしている

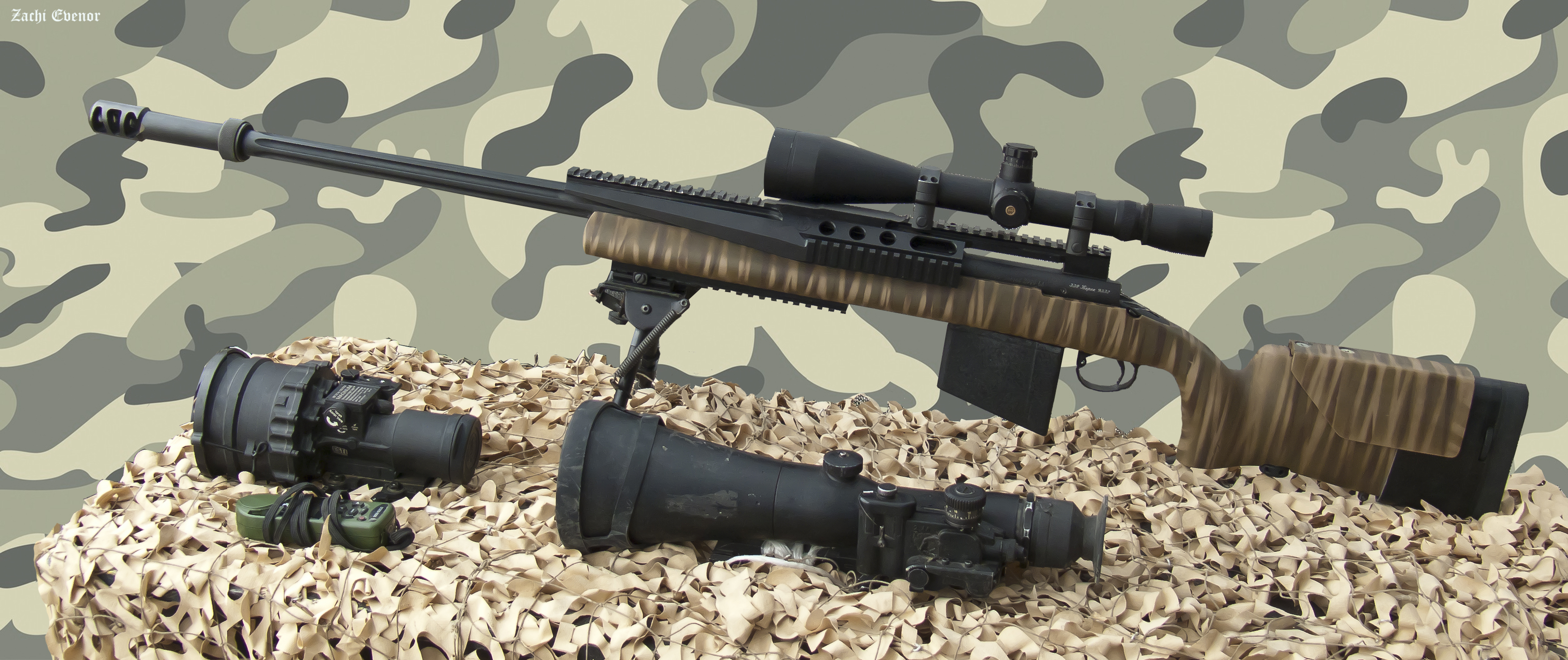
IDF Barak 338 - .338ラプア・マグナム口径の軍用 H-S Precision Pro Series 2000 HTR

.338ラプア・マグナム弾は次のような法執行機関や軍事組織で採用されている。
- アルバニア: RENEA（英語版） - Sako TRG-42[18]
- オーストラリア: Blaser Tactical 2（英語版）[19][20][21]
- カナダ: カナダ軍 - C14 Timberwolf Medium Range Sniper Weapon System (MRSWS)（英語版）[22]
- チリ: チリ陸軍 - PGM 338[23]
- コロンビア: TAP.[24]
- デンマーク: デンマーク国防軍 - Sako TRG-42[25][26][27]
- エストニア: エストニア国防軍偵察部隊および特殊部隊 - Sako TRG-42.[25][28]
- フィンランド: フィンランド国防軍 - Sako TRG-42
- フランス: フランス軍, GIGN および特殊作戦司令部 - PGM 338[要出典]、Sako TRG-42、Accuracy International AWSM(英語版)[要出典]
- ジョージア: 警察と軍事組織 - Accuracy International AWM(英語版)および Sako TRG シリーズ、同様に Satevari MSWP（英語版） (STC DELTA（英語版） が製造する国内版類似品 .338 GBM)[29]
- ドイツ: ドイツ連邦軍 - G29 と称されたヘーネル RS9[30][31]、Erma SR-100[32]、AMP Technical Services DSR-1、GOL スナイパーマグナム
- ギリシャ: 対テロリスト部隊 EKAM（英語版） - Sako TRG-41[25]
- ハンガリー: ハンガリー警察保安局 (Rendészeti Biztonsági Szolgálat) - Unique-Alpine TPG-1 (Taktische Prazisions Gewehr-1)
- インドネシア: Kopassus（英語版） - Accuracy International AWSM(英語版)[33]
- アイルランド: アイルランド陸軍 - Accuracy International AWM(英語版)[要出典]
- イスラエル: 歩兵隊 - H-S Precision Pro Series 2000 HTR（英語版）[34]、特殊部隊—McMillan Tac-338 および PGM 338[35]、YAMAM（英語版）—Barrett MRAD[36]
- イタリア: Sako TRG-42[37]
- リトアニア: リトアニア軍 - Accuracy International AXMC(英語版)[38]
- マレーシア: Pasukan Gerakan Khas（英語版）—Accuracy International AWSM(英語版)、Accuracy International AXMC(英語版)[39]
- オランダ: オランダ軍 - Accuracy International AWSM(英語版)、Sako TRG-41[25][40][41]、Accuracy International AXMC(英語版)
- ポーランド: GROM（英語版） - Accuracy International AWM(英語版)[42] 、1 Pułk Specjalny Komandosów（英語版）[43]
- ロシア: アルファ部隊および緊急対応特殊課 - Accuracy International AWSM(英語版)[44][45] および Sako TRG-42[46]
- セルビア: Special Brigade（英語版） - Sako TRG-42[47]
- シンガポール: PGM 338[48]
- スロベニア: スロベニア軍 - PGM 338[49]
- スペイン: 特殊作戦集団 - Sako TRG-41[50]
- スイス: Sako TRG-42[51][52]
- トルコ: Sako TRG-42[53]
- イギリス: イギリス軍 - L115A1、L115A3(英語版)[54]　、SAS-IWI DAN .338
- アメリカ合衆国: アメリカ海軍特殊戦コマンド - McMillan Tac-338[55][56][57][58][59]

.338ラプア・マグナム弾は ナショナル・ディフェンス・インダストリアル・アソシエーション (NDIA) の「関心のある実包」に選定されている。米軍では対人長距離用の.300ウィンチェスター・マグナム弾や .50 BMG からの置き換えが進められている。2008年6月17日、アメリカ政府は、現在採用しているボルトアクション SOF スナイパーシステムのMK 13 (.300ウィンチェスター・マグナム弾)、M40、M24 (7.62×51mm NATO弾)を、.338口径「非ワイルドキャット」工場装弾を安全に発射するプレシジョン・スナイパーライフル (PRS) に置き換えるための要件に関する市場調査を行った。2013年3月7日、プレシジョン・スナイパーライフル のコンペの結果 レミントンMSR の採用が決定された。レミントンは3月8日にこれを発表し、3月9日に公式に確認された。これに続いて5,150丁のサプレッサー付きライフルの契約と4,696,800個の弾薬の今後10年に渡る供給契約が7970万ドルで締結された。この契約は2013年の10月12日に発注された。レミントン・ディフェンスは狙撃銃を生産し、システムの他の部品として弾薬に バーンズ・ブレッツ、マズル・ブレーキとサプレッサーに アドバンスド・アーマメント・コーポレーション を利用した。これら3社はすべて レミントン・アウトドア・カンパニー の子会社である。

## 寸法
.338ラプア・マグナム弾は非常に肉厚なケースを持ち、その容量は 7.40 mL (114グレーンH2O) である。薬きょうの形状は過酷な状況下でもボルトアクション式、半自動式、自動式で同じように確実に装填と引き抜きができるように設計されている。
.338ラプア・マグナム弾の最大 C.I.P. 実包寸法 単位はミリメートル (mm)
アメリカにおいてはショルダー角を alpha/2 ≈ 20°と定めている。この実包における一般的なライフリングのツイスト・レート は 254 mm (10 in で1回転) の6条、山径 8.38 mm、谷径 8.58 mm、ランド幅 2.79 mm、雷管の種類はラージ・ライフル・マグナムである
2007年版の公式 C.I.P. (Commission Internationale Permanente pour l'Epreuve des Armes à Feu Portatives) 決定事項および目録によると、.338ラプア・マグナム弾は最大 Pmax=420.00 MPa (60,916 psi) のピエゾ圧力に耐えられる。これは最大ピエゾ圧力を Pmax=420.00 MPa (60,916 psi) とした2003年版の C.I.P. 決定事項および目録を改定したものである。ただし、同じケースをベースとしている.300ラプア・マグナム弾 についての最大ピエゾ圧力を Pmax=470.00 MPa (68,168 psi) とした C.I.P. 規定はそれに応じて変更されなかった。C.I.P. 規制下の国においては、消費者に販売するためにはすべてのライフル実包は最大 C.I.P. 圧力の125%で耐力試験を行う必要がある。すなわち、現在 (2013年)、C.I.P. 規制下の国における.338ラプア・マグナム弾を使用する銃は PE=525.00 MPa (76,145 psi) のピエゾ圧力で耐力試験されているということである。
ラプアのこの実包に関する最大ピエゾ圧力は曖昧である。Janne Pohjoispää による「From an American dream to a Finnish success story」という記事によると、ラプアは2007年の C.I.P. 規定である最大ピエゾ圧力 420.00 MPa (60,916 psi) を公表している。さらに複雑なことに、ライフル実包における CUP から PSI の変換に関する Denton Bramwell の研究によると、この記事で言及された 56,000 CUP C.I.P. 銅粉砕圧力は、約 447.50 MPa（64,904 psi）の C.I.P. ピエゾ圧力に変換される。 C.I.P. のピエゾ圧力が 470.00 MPa (68,168 psi) という2003年規定は、アラン C. ポールソン が執筆した「History and development of the .338 Lapua Magnum」の中で、ラプア・オーストラリアによって裏付けられている。砲内弾道ソフト QuickLOAD を使用したリバースエンジニアリングでは、アラン C. ポールソン が記事で結論づけたように、ラプアが.338ラプア・マグナム装弾を約 420.00 MPa (60,916 psi) のピエゾ圧力で製造していると予測された。
最大圧力と大きなボルト・フェイスの組み合わせは、このような高圧力の実包を使用可能で大きなボルト推力を安全に取り扱えるライフルのみで.338ラプア・マグナム弾は使用できるということを意味する。このようなスーパー・マグナム実包を通常のマグナム実包を想定したライフルで使用し高圧力の装弾を用いると、射手や周囲の人々に重症・致命傷を負わせる可能性がある。
1978年に発表されたアメリカの.338-378ウェザビー・マグナム弾と2000年に発表されたアメリカの.338レミントン・ウルトラ・マグナム弾 (.338 RUM) は2007年現在、市販されている中ではおそらく.338ラプア・マグナムに最も弾道的に類似している。しかし、.338-378ウェザビー・マグナム弾はベルテッド実包で.338レミントン・ウルトラ・マグナム弾はリベイテッド・リム実包である。

## 超音速限界距離

### C.I.P 準拠実包の性能
銃身の長さ 690 mm (27.2 in)、ツイスト 305 mm (1:12) の SAKO TRG-42 という.338ラプア・マグナム弾を使用する代表的な高性能軍用狙撃銃では、海抜ゼロ地点における人間サイズの標的に対する最大射程は 1,500 m (1,640 yd) であると考えられる。標準的なラプアの軍用  16.2 g (250 gr) 装弾を使用したとき、銃口初速を 915 m/s (3,000 ft/s)とすると、温暖な夏の気候においては 1,500 m (1,640 yd) の距離まで超音速を維持できると考えられる。

しかし、静止している 45 cm × 90 cm (17.7 in × 35.4 in) のリアクティブ・アーミー・ターゲットに対して80%から90%の命中率を維持しようとするには、この最大射的距離は氷点下では 1,300メートル (1,422 yd) まで、あるいは冬の北極の条件下では 1,100 m (1,203 yd) まで減少し、初速は 880 m/s (2,887 ft/s) まで落ちる。すなわち、温暖な夏という最適な条件下においてのみ 1,500 m (1,640 yd) という最大射的距離が達成できる。
伝統的な鉛コアの 19.44 g (300.0 gr) Lapua Scenar GB528 VLD 弾頭 (G1 BC = 0.736) や単金属 CNC 加工のロスト・リバー・バリスティックス J40 .338 17.5 gram (270 gr) 弾頭 (G1 BC = 0.871) のようなさらに空力的によい VLD 弾頭を使用することによって、.338ラプア・マグナム・ライフルの長距離性能と超音速限界距離は改善されうる。これらのより長い VLD 弾頭を安定させるためには、254 mm (1:10) のツイストが必要である。銃口初速 915 m/s (3002 ft/s) の標準的な 16.2 g (250 gr) Lapua Scenar GB488 VLD 弾頭と比較すると、19.44 g (300 gr) Lapua Scenar GB528 VLD 弾頭のような相対的に重い弾頭に対する実際に可能な銃口初速はより遅くなり、国際標準大気・海抜ゼロ (空気密度 ρ = 1.225 kg/m3) の条件下で、銃口初速を 837 m/s (2750 ft/s) とすると、おおよそ 104 m (114 yd) 割増の超音速限界距離が得られる。
超音速限界距離の大幅は改善を望むには、実現される銃口初速を大きく犠牲にすることなく、採用した弾頭の空力的効率を著しく向上させなければならない。これは他にも弾丸重量の抵抗係数も実際の弾道のふるまいに対する重要なパラメタであることを意味する。銅ニッケル合金製のロスト・リバー・バリスティックス ・テクノロジーズ .338 17.5 gram (270 gr) J40 競技用弾頭は入手できる最も空力的な.338口径弾頭のひとつである。この弾頭は銃口初速 869 m/s (2,850 ft/s) で最も適した温暖な夏の条件下では 1,800 m (1,970 yd) の超音速限界距離を有する。これによって 1,800 m (1,970 yd) までの固定標的に使用できる。

### 非 C.I.P 準拠実包の性能改良実験
標準の.338ラプア・マグナム弾のケースを使用してのこの規格を超えた改善は可能であるが、そのようなワイルドキャット・カートリッジを作成すると、弾頭の全長は非常に長くなり (長さ5.5キャリバー以上)、通常の実包の全長  93.5 mm を上回ってしまう。また、非常に長い弾丸を安定させるために一般的な 254 mm (1:10インチ) のツイストもきつくする必要がある。このような商用として存在していない実包を「ワイルドキャット」と呼ぶ。.338ラプア・マグナムをベースとしたワイルドキャット実包の使用には、適切な薬室ときついツイストの銃身を持つ特注のライフルが必要である。アクションや連発銃が必要な場合、弾倉もまた寸法の増加に対処させなければならない。
そのような.338口径弾頭の例として、ドイツの単金属 CNC 加工の 18.92 gram (292 gr) LM-105 (マッハ2.216で Cd = 0.2487 – この抵抗係数と対応する G1、G7、G7 弾道係数はドップラー・レーダー測定によって確立されている。) がある。LM-105 の超音速限界距離は、銃口初速を 915m/sとすると、国際標準大気・海抜ゼロ地点 (空気密度 ρ = 1.225 kg/m3) において、おおよそ 1,860メートル (2,030 yd) である。LM-105 弾頭の2010年版は全長が 54.3ミリメートル (2.14 in) または6.33キャリバーで、弾頭ノーズ部分の先進的な LD ハークあるいはシアーズ＝ハーク体形状によってその優れた低抵抗が生まれる。このワイルドキャット実包用のライフルは、実包の全長が 105ミリメートル (4.1 in)、銃身は特注の 178 mm (1:7インチ) というきついツイスト で長さ 900ミリメートル (35.4 in) 、そのコーン角は2° (.338ラプア・マグナム弾の標準 C.I.P. コーン角は6°)であるが、複数の長距離競技会で1位と2位を勝ち取っている。最も最近の勝利 (2007年) は、スイスで行われた特殊部隊と警察の狙撃競技で、100–1,500 m (109–1,640 yd) の距離で、7.62×51mm NATO から .50 BMG 口径までのライフルで競われた。LM-105 弾頭は特に 800メートル (870 yd) の領域で風による非常に低い偏流を示した 。その一方で当初、LM-105 の設計者 Lutz Möller は、銃口初速を915m/sとして、国際標準大気・海抜ゼロ地点 (空気密度 ρ = 1.225 kg/m3) における楽観的な G1 弾道係数約0.93と超音速限界距離 2,000メートル (2,190 yd) を計算していた。
.343ラプア・マグナム弾 LM-107 は標準の.338ラプア・マグナム弾のケースをベースとしたワイルドキャット実包である。LM-107 は超音速限界距離の増加を達成することによって LM-105 の弾道性能の向上を図ったものである。19.3 g (298 gr) の LM-107 弾丸は長さ 59ミリメートル (2.3 in) でハーク状ノーズとアダムス状テールを持つ。.338ラプア・マグナム弾 LM-107 ワイルドキャット実包ではライフリングのツイストは 180 mm (1:7インチ)、山径 8.72 mm、谷径 8.45 mm が選択され、実包の全長は 107ミリメートル (4.2 in) である。ネックの長さはより大きな LM-107 弾頭を保持するために 8,31 mm から 8,50 mm に増加した。他にもいくつかの寸法が変更されている。ショルダー角は40°から60°と急になり、ボディーのテーパーは1°に設定された。スロート部分は2°のコーン角に設定された。これらの変更点によって.343ラプア・マグナムは全体的にかなり改定されたワイルドキャット実包となった。長さ 900ミリメートル (35.4 in) のきついツイストの銃身によって、Möller は銃口初速 909メートル毎秒 (2,982 ft/s) を達成することを予測した。Möller の設計仮定が正しい場合、G1 BC が1.02と計算された LM-107 弾頭は、銃口初速を 909メートル毎秒 (2,982 ft/s)とすると、国際標準大気・海抜ゼロ地点 (空気密度 ρ = 1.225 kg/m3) の条件下で約 2,170メートル (2,370 yd) の超音速限界距離を有する。

## ペアレント・ケースとして

### .300ラプア・マグナム弾
商業的に成功した.338ラプア・マグナム実包は.300ラプア・マグナムのペアレント・ケースとなった。これは基本的には.338ラプア・マグナム弾をネックダウンしたものである。小さく軽い弾頭と組み合わせると大きな銃口初速を得られるため、高い薬室圧力に耐えられる.338のケースが使用された。
フィンランドの装弾メーカーであるラプアは.300ラプア・マグナムの C.I.P. 認証を得て、この実包は公式に登録されフィンランドのスーパー・マグナム・ライフル実包「ファミリー」の一員と認可された。.300ラプア・マグナム弾は市販されておらず現在は C.I.P. のデータシートとしてのみ存在する。しかし、.338ラプア・マグナム弾のケースのショルダーとネックを成形して薬きょうを作り、.30口径弾頭で手詰めすることによって一部の射手が使用している。
.300ラプア・マグナム弾のケース容量は 7.33 mL (113グレーンH2O) である。

.300ラプア・マグナム弾 C.I.P. 実包の寸法 すべてのサイズはミリメートル (mm) 表記
アメリカではショルダー角を alpha/2 ≈ 25°と定めている。この実包における一般的なライフリングのツイストは 240 mm (1:9.45 in)、4条、山径 7.62 mm、谷径 7.82 mm、ランド幅 4.47 mm、雷管の種類はラージ・ライフル・マグナムである。
C.I.P. (Commission Internationale Permanente pour l'Epreuve des Armes à Feu Portatives) 公式規定によると、.300ラプア・マグナム弾は Pmax=440.00 MPa (63,817 psi) のピエゾ圧力に耐えられる。これは.300ラプア・マグナム弾のピエゾ圧力を Pmax=470.00 MPa (68,168 psi) とした2007年版の C.I.P. 決定事項および目録を改定したものである。。C.I.P. 規制下の国においては、消費者に販売するためにはすべてのライフル実包は最大 C.I.P. 圧力の125%で耐力試験を行う必要がある。すなわち、現在 (2013年)、C.I.P. 規制下の国における.300ラプア・マグナムの銃は PE=550.00 MPa (79,771 psi) のピエゾ圧力で耐力試験を受けているということである。
この非常に高い最大許容薬室圧力の基準は、高圧力に対応するために.300と.338ラプア・マグナム弾のケースが非常に頑丈に作られているということを表している。大型のボルトフェースと 470 MPa (68,000 PSI) という最大圧力の組み合わせは、.300ラプア・マグナム弾はこのような高圧力の実包を使用可能で大きなボルト推力を安全に取り扱えるライフルでのみ使用できるということを意味する。通常のマグナム・ライフル実包を意図したライフルにこのような強力なスーパー・マグナム実包を装填し、470 MPa (68,000 PSI) の装弾を使用した場合、射手や周囲の人々に深刻なあるいは致命的な負傷をもたらす可能性がある。

### 7.62mm UKM弾
ドイツで設計された 7.62mm UKM弾 のペアレント・ケースとしても.338ラプア・マグナム弾は使用されている。これは基本的には.338ラプア・マグナムをネックダウンし短縮したものである。高い薬室圧力を扱える.338ケースの使用によって大きな銃口初速を生み出せるマグナム・ケースが得られた。
7.62 UKM弾は Michael Uekötter によって開発され、2002年に C.I.P. 認証を受け、フィンランドのスーパー・マグナム・ライフル実包「ファミリー」の一員として公式に認可された。7.62 UKM弾は市販されておらず、現在は C.I.P. のデータシートとしてのみ存在する。しかし、.338ラプア・マグナム薬きょうのショルダーとネックを成形してケースを作り、.30口径弾頭で手詰めすることによって一部の射手が使用している。
7.62 UKM弾のケース容量は 5.84 mL (90グレーンH2O) である。
7.62 UKM弾 の最大 C.I.P. 実包寸法 すべてのサイズはミリメートル (mm) 表記
アメリカにおいてはショルダー角を alpha/2 ≈ 2°と定めている。この実包における一般的なライフリングのツイストは 254 mm (1:10 in)、6条、山径 7.62 mm、谷径 7.82 mm、ランド幅 2.79 mmm、雷管の種類はラージ・ライフル・マグナムである。
C.I.P. (Commission Internationale Permanente pour l'Epreuve des Armes à Feu Portatives) 公式規定によると、7.62mm UKM は Pmax=440.00 MPa (63,817 psi) のピエゾ圧力に耐えられる。これは現在、7.62mm UKM のピエゾ圧力を Pmax=470.00 MPa (68,168 psi) とした2007年版の C.I.P. 決定事項および目録を改定したものである。C.I.P. 規制下の国において、すべてのライフル実包は、消費者に販売できることを証明するために最大 C.I.P. 圧力の125%で負荷試験を行う必要がある。これは C.I.P. 規制下の国における 7.62 UKM 用の銃は現在 (2013年）、PE=550.00 MPa (79,771 psi) のピエゾ圧力で負荷試験を受けているということを意味する。

### ワイルドキャット

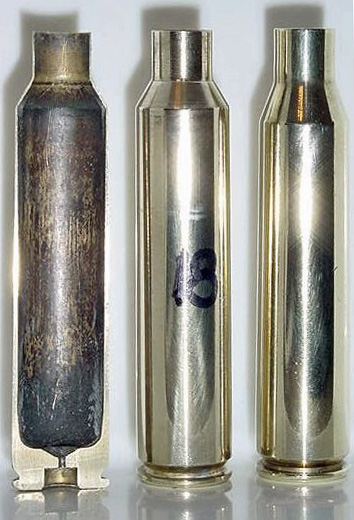
左から右に: 薬きょうの断面と通常の.338ヨギの薬きょうと.338ラプア・マグナム薬きょうとの比較

.338ラプア・マグナム弾のペアレント・ケースは、公式には C.I.P. あるいはそのアメリカ版である SAAMI に登録・認可されていない改良された派生ケースのペアレント・ケースとしても使用されている。このような商用の工場製ケースを使用した改良ケースはワイルドキャットとして一般的に知られている。標準的な工場製ケースの外形を変更することで (ケースのテーパーの減少、ショルダーの形状の変更)、通常ワイルドキャットの作成者は工場製ペアレント・ケースのケース容量を増加させ、より多くの火薬を使用することで高い速度を生み出せるようにする。ペアレント・ケースの形状と容積の変更に加えて、元々の口径を変更する場合もある。口径を変更する理由としては、特定の種の獲物の合法的狩猟に許可された口径あるいは弾頭重量に従の制限に従うためなどが挙げられる。.338ラプアは大きさがあり特に頑丈で圧力耐性もあることから比較的容易にリロードでき何回も使用できるため、ワイルドキャットの作成者たちの間で人気を高めてきている。.338ラプア・マグナム弾をペアレント・ケースとして、7 mm (7 mmアーレン・マグナム弾、7 mm Katzmeier、7 mm Fatso)、.30 (.30-338 ラプア 弾(Triebel)、.30ウルフ弾、300アーレン・エクスプレス弾)、8 mm (8 mm-338ラプア弾(Triebel)、LM-101), .338 (.338 Yogi、LM-105), .343 (.343ラプア・マグナム弾 LM-107)、9.3 mm (9.3-338ラプア・マグナム弾 (Triebel))、.375 (9.5×70 ELR) 、.50口径 (.510ウィスパー弾) などの派生が作成された。2008年現在の 1,000-ヤード (914.4 m) ベンチレスト射撃 の5発グルーピング記録の保持者 Tom Sarver は .300ハルク・ワイルドキャット実包を使用していた。これは基本的にはネックダウンし短縮した.338ラプア・マグナム弾から派生ケースで、2007年7月7日に5発のグルーピングで 1.403-インチ (35.64 mm) を記録した。